# Шим, Эдуард Юрьевич
Эдуард Юрьевич Шим (настоящая фамилия — Шмидт; 23 августа 1930, Ленинград — 13 марта 2006, Москва) — советский и российский писатель, драматург и сценарист, поэт-песенник. Непродолжительное время состоял в браке с актрисой Еленой Добронравовой.

## Биография
Родился 23 августа 1930 года в Ленинграде. Мать — Шмидт Анна Юрьевна. Отец умер в 1930 году. Во время войны эвакуирован в Костромскую область, вырос в детском доме. С 16 лет Шим работал, переменив множество занятий. «…Мастер на все руки — столяр и садовод, токарь и шофёр». По возвращении в Ленинград учился в Архитектурно-художественном училище по профессии «художник-прикладник», с 1950 года работал в Центральном Конструкторском бюро № 54.
В 1952—1955 годах служил в СА. Последний год службы — литературный сотрудник армейской газеты.
После демобилизации работал на радио, писал рассказы для газет и журналов «Дружба», «Молодой Ленинград», «Звёздочка», «Калининград», «Мурзилка», «Костёр», «Барвинок», «Нева», «Дружные ребята».
В 1959 году принят в СП СССР, вскоре переселился в Москву.
Член редколлегии журнала «Знамя» (1962—1971).
Начав печататься с 1949 года, Эдуард Шим писал преимущественно для детей, преимущественно о природе — но мог успешно и увлекательно рассказывать, например, и о столярном ремесле («Деревянная книга»). Любимый жанр писателя — небольшая повесть, рассказ и иногда форма сказки. Для стиля его произведений характерна поэтичность, точность, простота.
Эдуард Юрьевич ставил вопросы об отношении человека к природе («След на волне» (1958), «Пикет 200» (1963), «Весенние хлопоты» (1964), «Вода на камешках» (1969)).
Среди его рассказов и повестей для взрослых: «Ночь в конце месяца», «Ваня песенки поёт», «Когда погаснет» и других.
Эдуард Шим — автор текстов ряда песен, в частности очень популярной в 1974 году песни «Ускакали деревянные лошадки», исполнявшейся Валентиной Толкуновой.
Шим — автор литературных сценариев (совместно с В. В. Конецким): «Своими руками» (1957), «Опора» (1958). Написал также несколько пьес, которые ставились на сценах разных театров. Две пьесы написаны в соавторстве с Г. М. Марковым. Автор сценария кинофильмов «Строговы», «Соль земли», «Приказ: огонь не открывать», «Приказ: перейти границу» и других.
«Кто переведёт нам язык зверей и птиц на человеческий язык? Вот таким „переводчиком“… и стал писатель Эдуард Шим… Он пишет книги, которые… учат одной из главных человеческих радостей — неиссякаемой радости узнавания».
Скончался 13 марта 2006 года. Похоронен на Красногорском кладбище.

## Награды и премии
- Государственная премия РСФСР имени братьев Васильевых (1984) — за сценарий фильма «Приказ: перейти границу» (1984)
- орден Дружбы народов (16.11.1984)
- орден «Знак Почёта» (22.08.1980)

## Сочинения

### Проза
- Лето на Корбе. М.; Л., 1951
- Неслышные голоса. Л., 1957
- Ночь в конце месяца: Рассказы. Л., 1958
- Белые берёзы. Л., 1959
- След на воде. Л., 1959
- Деревянная книга. Л., 1960.; 2-е изд. Л.,1965; 3-е изд. Л.,1973.
- Капель. М., 1962
- Лесные разговоры. Л., 1962
- Мартовский снег: Рассказы. М.; Л., 1962
- Пикет 200: Рассказы и повести. Л., 1963 (Школьная библиотека)
- Весенние хлопоты. Л., 1964
- Ливень. М., 1964 (Книга за книгой)
- Слепой дождик. Л., 1964
- Утреннее солнце. М., 1964
- Деревья у дороги. М., 1965
- Кто что умеет. Л., 1965; 2-е изд. Л., 1969.
- Чем встречают весну? Л., 1966
- Мальчик в лесу: Повесть. М., 1968; 2-е изд. М., 1974
- Рассказы прошлого лета. Л., 1968
- Ваня песенки поёт. М., 1969 (Романы, повести, рассказы Советской России)
- Кто копыто потерял?: Рассказы и сказки. М., 1969 (Книга за книгой)
- Сказка об Иване-Заре: Грузинская народная сказка. Тбилиси, 1969
- Вода на камушках. М., 1970
- Рассказы и сказки. Л., 1971
- Сказки, найденные в траве. М., 1972
- Сочини стихи, машина!: Сказка. Л., 1974
- Перекрёсток: Рассказы и повесть. М., 1975 (Новинки «Современника»)
- Цветной венок: Рассказы и сказки. Л., 1975
- Ребята с нашего двора: Современная повесть в нескольких незаконченных историях. Л., 1976
- Я рисую дом: Рассказ. Л., 1976
- Жук на ниточке: Рассказы. М., 1978 (Читаем сами)
- Не кончаются заботы: Рассказ. Л., 1979
- Двойной свет: Повести и рассказы. М., 1980
- Вода на камушках: Повести. М., 1980
- Медовый ручеёк: Рассказы и сказки. Киев. «Вэсэлка». 1989
- После свадьбы жили хорошо: Повести и рассказы. М., 1991

### Драматургия
- Королева и семь дочерей. М., 1964
- А дети не слушаются родителей: Одноактная пьеса. М., 1966 (Репертуар художественной самодеятельности; № 24)
- Требуются на работу: Пьеса. М., 1971
- С днём рождения, Наталья: Пьеса. М., 1973
- Встретились двое: Комедия. М., 1977
- Вызов. М., 1980. В соавторстве с Г. М. Марковым

## Фильмография
Автор сценария
- 1964 — Весенние хлопоты
- 1972 — Хомяк-молчун (мультфильм)
- 1973 — Ребята с нашего двора
- 1976 — Строговы (совместно с Г. Марковым и В. Венгеровым)
- 1976 — Сегодня полёты, завтра полёты
- 1977 — Ливень
- 1978 — Соль земли (совместно с Г. Марковым)
- 1978 — Огонь в глубине дерева
- 1980 — Тростинка на ветру (совместно с Г. Марковым)
- 1981 — Приказ: огонь не открывать (совместно с Г. Марковым)
- 1981 — Снег на зелёном поле
- 1981 — Вызов (телеспектакль)
- 1982 — Приказ: перейти границу (совместно с Г. Марковым)
- 1984 — Парашютисты
- 1984 — Как щенок учился плавать (мультфильм)
- 1985 — Грядущему веку
- 1985 — Ты меня не бойся (мультфильм)
- 1986 — Мышонок и красное солнышко (мультфильм)
- 1988 — Трудно первые 100 лет (совместно с Г. Марковым и В. Аристовым)
- 1988 — Мы идём искать (мультфильм)